# The Pinch Hitter (film, 1925)
Pour les articles homonymes, voir The Pinch Hitter.
Pour plus de détails, voir Fiche technique et Distribution.
The Pinch Hitter est un film américain réalisé par Joseph Henabery et sorti en 1925.
C'est un remake du film The Pinch Hitter sorti en 1917.

## Fiche technique
- Réalisation : Joseph Henabery
- Scénario : C. Gardner Sullivan
- Photographie : Jules Cronjager
- Distributeur : Associated Exhibitors
- Durée : 70 minutes
- Date de sortie : 13 décembre 1925

## Distribution
- Glenn Hunter : Joel Martin
- Constance Bennett : Abby Nettleton
- Jack Drumier : Obadiah Parker
- Reginald Sheffield : Alexis Thornton
- Antrim Short : Jimmy Slater
- George Cline : Coach Nolan